# Icaricia
Genre
Icaricia est un genre nord-américain de lépidoptères de la famille des Lycaenidae.

## Liste des espèces et distribution géographique
Le genre Icaricia est néarctique : ses espèces ne se rencontrent donc qu'en Amérique du Nord (aux États-Unis, au Canada et dans le Nord du Mexique). On les trouve principalement dans les régions accidentées de la moitié ouest du continent (seul Icaricia saepiolus atteint la côte atlantique).
On recense six ou sept espèces en fonction des sources :
- Icaricia acmon (Westwood, [1851]) — Californie, Oregon et Basse-Californie.
- Icaricia cotundra (Scott & Fisher, 2006) — Colorado — parfois considérée comme une sous-espèce d’Icaricia lupini.
- Icaricia icarioides (Boisduval, 1852) — Sud-Ouest du Canada, moitié ouest des États-Unis, Basse-Californie.
- Icaricia lupini (Boisduval, 1869) — Sud-Ouest du Canada, moitié ouest des États-Unis, Nord du Mexique.
- Icaricia neurona (Skinner, 1902) — Sud de la Californie.
- Icaricia saepiolus (Boisduval, 1852) — moitié ouest et frange nord des États-Unis, majeure partie du Canada.
- Icaricia shasta (Edwards, 1862) — de l'Alberta au Dakota du Nord, à la Californie et au Colorado.

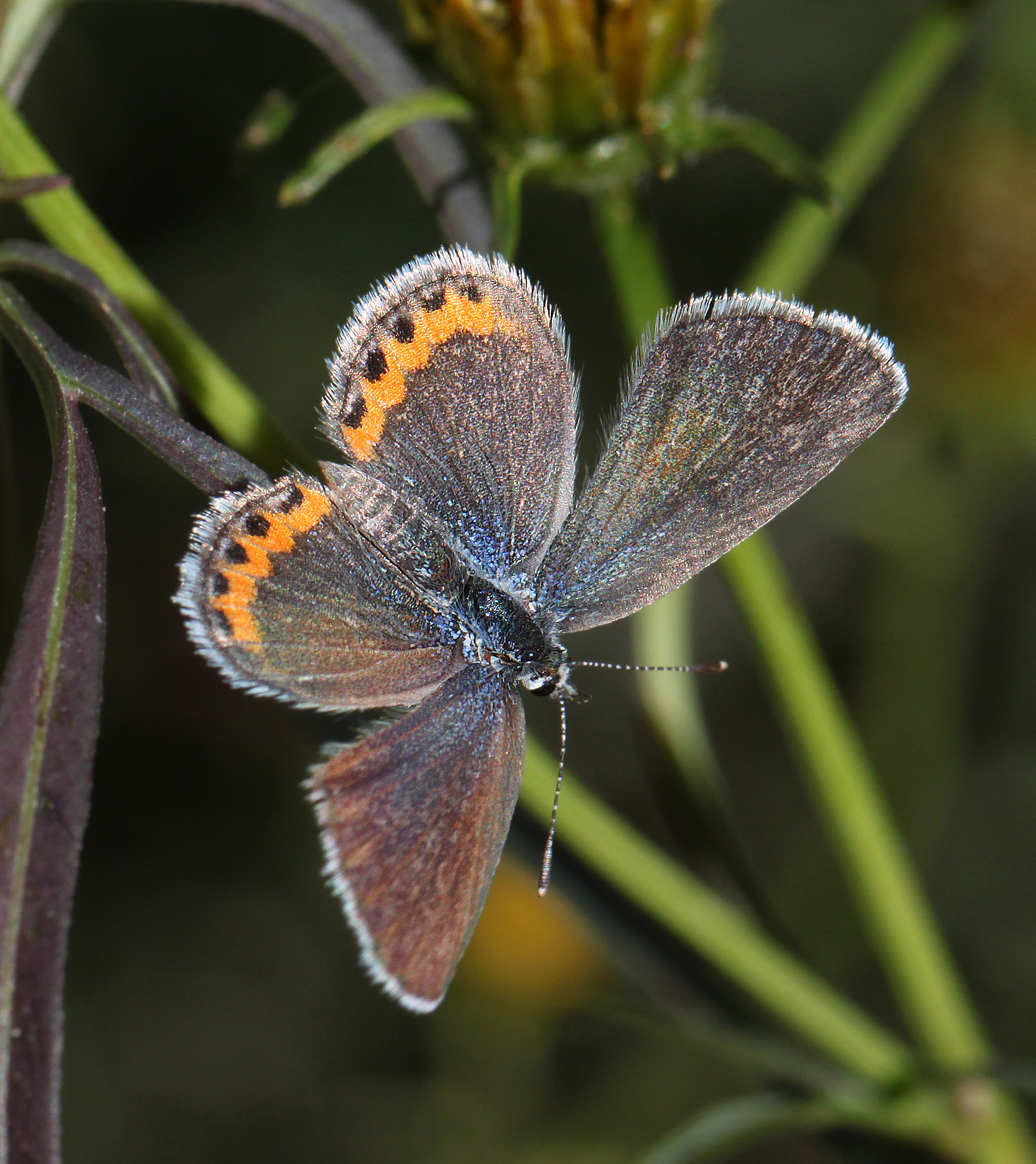
Icaricia acmon, femelle.
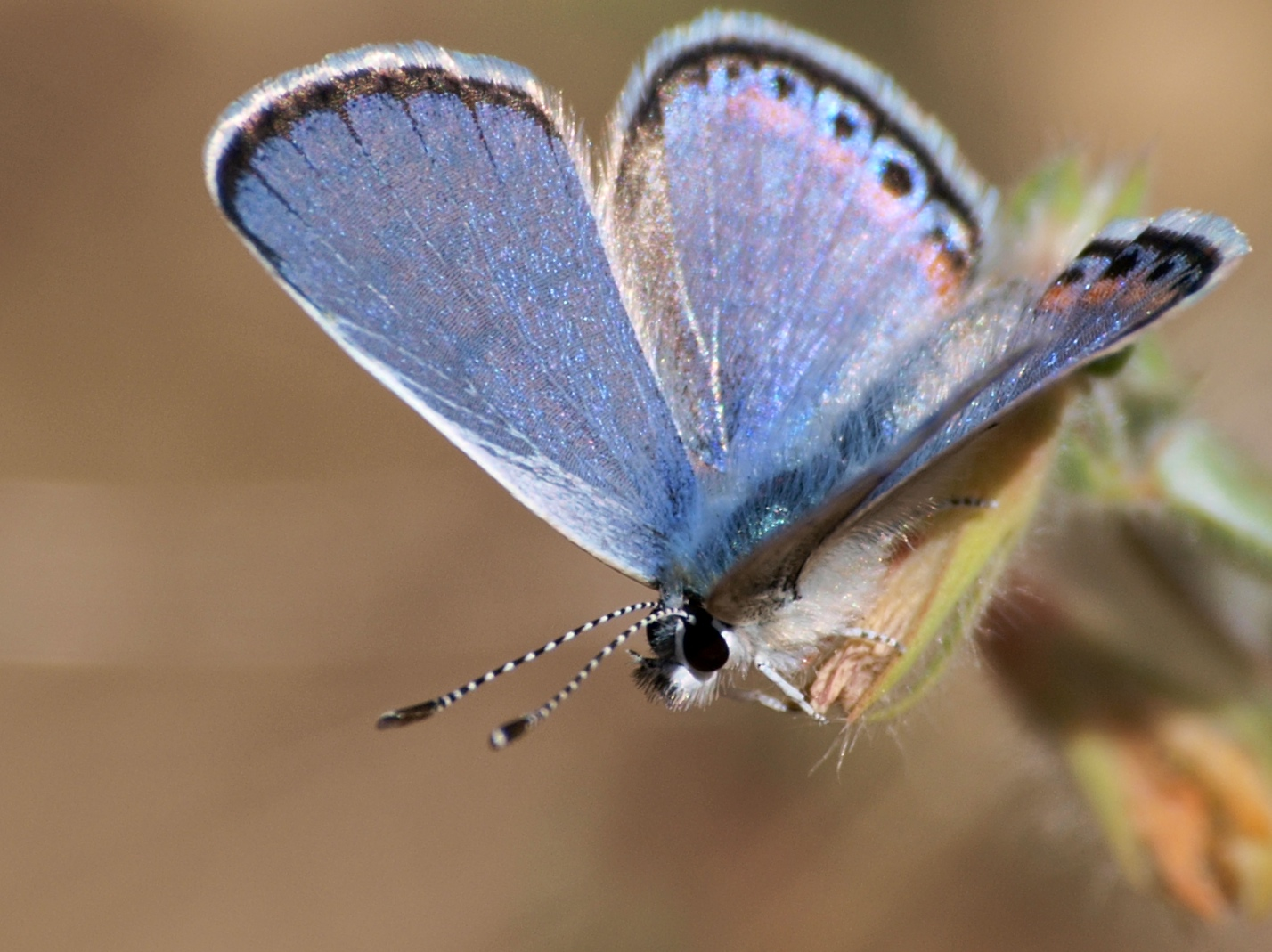
Icaricia lupini, mâle.
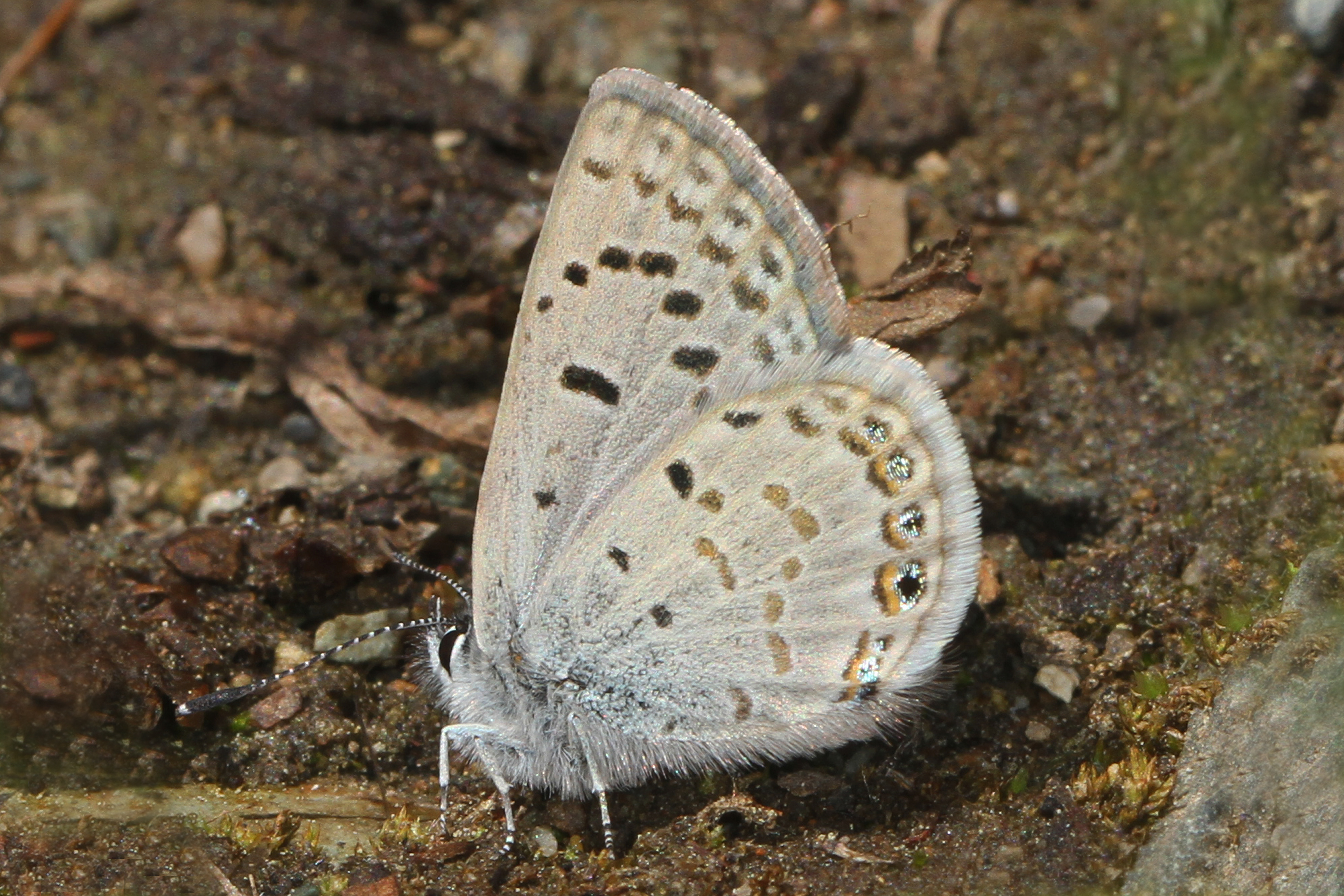
Icaricia shasta.

## Morphologie
Les imagos des espèces du genre Icaricia sont des petits papillons qui, comme la plupart des Polyommatinae, ont le dessus des ailes bleu chez les mâles (sauf Icaricia neurona, brun) et brun chez les femelles, avec souvent une série de taches submarginales orange. Le dessous des ailes a un fond gris-beige ponctué de noir, avec chez plusieurs espèces (I. acmon, I. cotundra, I. lupini, I. neurona, I. shasta) une bande submarginale orange et des écailles bleu métallique au niveau des points marginaux à l'aile postérieure.

## Systématique et phylogénie
Le genre Icaricia a été décrit par l'écrivain et lépidoptériste Vladimir Nabokov en 1945.
L'espèce type pour le genre est Lycaena icarioides (Boisduval, 1852).
Le genre est classé dans la famille des Lycaenidae, la sous-famille des Polyommatinae et la tribu des Polyommatini.
La validité d’Icaricia en tant que genre a longtemps fait débat, et il a souvent été synonymisé, en fonction des auteurs, avec Plebejus Kluk, 1780 ou avec Aricia Reichenbach, 1817, ou encore considéré comme un sous-genre d'un de ces deux genres par ailleurs principalement paléarctiques.
Au début des années 2010, des études sur la phylogénétique moléculaire des Polyommatini ont montré que ces regroupements n'étaient pas tenables, et ont conduit à réhabiliter Icaricia en tant que genre,. 
Ces études montrent qu’Icaricia, dans sa définition actuelle, est monophylétique, et est le groupe frère du genre monotypique Plebulina, lui aussi néarctique. L'ancêtre commun à ces deux genres aurait colonisé l'Amérique du Nord en venant d'Asie par le détroit de Béring il y a environ 9,3 millions d'années, et Icaricia aurait divergé de Plebulina il y a environ 5,5 millions d'années.